# 원피스 7기
일본 애니메이션 《원피스》 7기 '탈출! 해군기지 & 폭시 해적단 편' (脱出！海軍要塞&フォクシー海賊団編)은 오다 에이치로의 원작 만화를 기반으로 도에이 애니메이션이 제작하고 우다 고노스케가 감독한 다섯 번째 시즌이다. 2004년 6월 20일부터 2005년 3월 27일까지 일본 후지 TV에서 처음 방송되었으며, 회차는 총 33회 (196화~228화)에 달한다.
원피스 7기는 오리지널 에피소드와 원작의 폭시 해적단과의 대결 편이 번갈아 구성되었다. 하늘섬에서 청해로 내려온 몽키 D. 루피의 밀짚모자 해적단은 의도찮게 착륙해 버린 해군기지에서의 탈출 작전을 벌이고, 롱링롱 아일랜드에서 폭시 해적단과 마주하여 동료들의 운명을 건 레이스 승부, '데비 파이트 백'을 펼친다. 이후 밀짚모자 해적단이 의문의 해마에게 기억을 잃는 오리지널 에피소드와, 밀짚모자 해적단의 제거를 위해 갑작스레 찾아온 해군대장 아오키지가 루피를 쓰러뜨리는 원작의 전개로 이어진다.
대한민국에서는 대원씨아이에서 판권을 확보, 2006년~2007년 공중파 KBS2에서 더빙으로 처음 방영되었으며, 2007년 6월 4일 데비 파이트 백 편까지 방영하였다. KBS 방영분 이후의 에피소드들은 2010년 2월 15일 투니버스에서 '원피스 7'이라는 이름으로 워터 세븐 편과 함께 묶어 더빙 방영을 개시하였다. 2012년에는 대원방송의 〈원피스 Original〉이란 제목의 무삭제판으로 재더빙되었다. 대원방송의 기수 구분으로는 원피스 6기 하늘섬 편이 '원피스 4기'로 명명되었기 때문에 이 시즌은 '원피스 5기'로 명명되었다.
7기에서 사용된 오프닝곡과 엔딩곡은 각각 2곡으로, 196화~206화에는 오프닝곡으로 봉봉 블랑코의 〈Bon Voyage〉가, 엔딩곡으로 이쿠타 아이코의 〈Dreamship〉이 쓰였으며, 207화~228화에는 오프닝곡으로 보이스타일의 〈마음의 지도〉(ココロのちず)가, 엔딩곡으로 태키 츠바사의 〈미래항해〉 (未来航海)가 사용되었다. 대한민국에서는 2006년 KBS 더빙판 당시 오프닝곡으로 코요태의 〈우리의 꿈〉이, 엔딩곡으로 신지의 〈나를 너에게〉가 사용되었으며, 2010년 투니버스 더빙판 당시 오프닝곡으로 김경호의 〈꿈이 있기에〉가, 엔딩곡으로 바다의 〈세상 저 끝까지〉가 사용되었다. 대원방송판에서는 KBS 더빙판과 동일하다.

## 회차 정보
| 해군기지 탈출 편      |    |                                                                                            |                                                   |                   |   |                  |   |
| 196                   | 1  | "비상사태 발령! 악명 높은 해적선 잠입!" "非常事態発令!悪名高き海賊船潜入!"                 | 이마무라 다카히로                                 | 가미사카 히로히코 | - | 2004년 6월 20일  | - |
| 197                   | 2  | "요리사 상디! 해군 식당에서 진가 발휘!" "料理人サンジ!海軍食堂で真価発揮!"                 | 고야마 겐                                         | 시마다 미치루     | - | 2004년 7월 4일   | - |
| 198                   | 3  | "잡혀버린 조로와 쵸파의 긴급집도!" "囚われたゾロとチョッパー緊急執刀!"                     | 가쿠도 히로유키                                   | 다케가미 준키     | - | 2004년 7월 11일  | - |
| 199                   | 4  | "압박해 오는 해군의 수사망과 두번째 포로!" "迫る海軍の捜査網!囚われた二人目!"              | 호소다 마모루                                     | 스가 요시유키     | - | 2004년 7월 18일  | - |
| 200                   | 5  | "결사의 루피와 상디! 구출 대 작전!" "決死のルフィとサンジ!救出大作戦!"                     | 사카이 무네히사                                   | 가미사카 히로히코 | - | 2004년 8월 8일   | - |
| 201                   | 6  | "열혈 특별부대 참전! 브릿지 공방전!" "熱血特別部隊参戦!ブリッジ攻防戦!"                    | 가도타 히데히코                                   | 시마다 미치루     | - | 2004년 9월 5일   | - |
| 202                   | 7  | "포위망 돌파! 고잉메리호를 탈환하라!" "包囲網突破!奪還ゴーイングメリー号"                  | 우다 고노스케                                     | 스가 요시유키     | - | 2004년 9월 19일  | - |
| 203                   | 8  | "사라진 해적선! 요새공방 제2라운드" "消えた海賊船!要塞攻防第2ラウンド"                     | 가쿠도 히로유키                                   | 다케가미 준키     | - | 2004년 9월 26일  | - |
| 204                   | 9  | "황금 탈환작전과 웨이버 회수작전!" "黄金奪還作戦とウエイバー回収作戦!"                     | 도코로 가츠미                                     | 가미사카 히로히코 | - | 2004년 10월 3일  | - |
| 205                   | 10 | "일망타진 계획! 조나단의 자신만만 비책" "一網打尽計画!ジョナサン自信の秘策"                | 고야마 겐                                         | 스가 요시유키     | - | 2004년 10월 3일  | - |
| 206                   | 11 | "해군 요새! 탈출을 위한 마지막 공방" "さらば海軍要塞!脱出への最後の攻防"                   | 이마무라 다카히로                                 | 다케가미 준키     | - | 2004년 10월 10일 | - |
| 롱링롱 랜드 편        |    |                                                                                            |                                                   |                   |   |                  |   |
| 207                   | 12 | "롱링롱 랜드의 대모험!" "ロングリングロングランドの大冒険!"                                | 후지세 준이치 (감독) 요코야마 겐지 (작화감독)     | 가미사카 히로히코 | - | 2004년 10월 31일 | - |
| 208                   | 13 | "폭시 해적단과 데이비 백!" "フォクシー海賊団とデービーバック!"                             | 가쿠도 히로유키                                   | 가미사카 히로히코 | - | 2004년 11월 7일  | - |
| 209                   | 14 | "1회전! 빙글빙글 도넛 레이스" "第一回戦!ぐるり一周ドーナツレース"                          | 가도타 히데히코                                   | 가미사카 히로히코 | - | 2004년 11월 14일 | - |
| 210                   | 15 | "은여우 폭시! 맹렬 방해공세" "銀ギツネのフォクシー!猛烈妨害攻勢"                           | 고야마 겐                                         | 가미사카 히로히코 | - | 2004년 11월 21일 | - |
| 211                   | 16 | "2회전! 집어 넣어라 그로키 링" "第二回戦!ブチ込めグロッキーリング"                         | 이마무라 다카히로                                 | 다케가미 준키     | - | 2004년 11월 28일 | - |
| 212                   | 17 | "레드카드 연발! 그로키 링" "レッドカード連発!グロッキーリング"                             | 도코로 가츠미                                     | 다케가미 준키     | - | 2004년 12월 5일  | - |
| 213                   | 18 | "3회전! 빙글빙글 롤러 레이스" "第三回戦!ぐるぐるローラーレース!"                           | 사카이 무네히사                                   | 가미사카 히로히코 | - | 2004년 12월 12일 | - |
| 214                   | 19 | "백열 폭주 레이스! 최종라운드 돌입!" "白熱爆走レース!最終ラウンド突入!"                    | 가쿠도 히로유키                                   | 가미사카 히로히코 | - | 2004년 12월 19일 | - |
| 215                   | 20 | "히트 & 데드볼! 해적피구!" "うなる熱球剛球! 海賊ドッジボール!"                             | 고야마 겐                                         | 가미사카 히로히코 | - | 2005년 1월 9일   | - |
| 216                   | 21 | "벼랑 끝의 결전! 무궁화 꽃이 피었습니다!" "断崖の決戦!だるまさんがころんだ!"               | 가도타 히데히코                                   | 스가 요시유키     | - | 2005년 1월 16일  | - |
| 217                   | 22 | "캡틴 대결! 최종전 컴뱃!" "キャプテン対決!最終戦コンバット!"                               | 이케다 요코                                       | 가미사카 히로히코 | - | 2005년 1월 16일  | - |
| 218                   | 23 | "느릿느릿 공격 vs 불사신 루피!" "全開ノロノロ攻撃VS不死身のルフィ"                         | 이케다 요코                                       | 가미사카 히로히코 | - | 2005년 1월 23일  | - |
| 219                   | 24 | "장렬한 열전 컴뱃! 운명의 최종승부" "壮絶熱闘コンバット!運命の最終決着"                    | 가쿠도 히로유키                                   | 가미사카 히로히코 | - | 2005년 1월 30일  | - |
| 오션스 드림 편        |    |                                                                                            |                                                   |                   |   |                  |   |
| 220                   | 25 | "잃어버렸어? 뺏겼어? 넌 대체 누구야?" "失った?奪われた?おまえはだれだ?"                    | 사카이 무네히사                                   | 다케가미 준키     | - | 2005년 2월 6일   | - |
| 221                   | 26 | "피리를 든 수수께끼의 소년과 로빈의 추리" "笛を抱いた謎の少年とロビンの推理!"              | 도코로 가츠미                                     | 가미사카 히로히코 | - | 2005년 2월 13일  | - |
| 222                   | 27 | "빼앗긴 기억을 되찾아라! 해적단, 섬에 상륙!" "いざ記憶を奪還せよ!海賊団島に上陸"           | 고야마 겐                                         | 스가 요시유키     | - | 2005년 2월 20일  | - |
| 223                   | 28 | "이를 드러낸 조로! 앞을 가로막은 야수!" "牙をむくゾロ!立ちはだかった野獣!"                 | 가도타 히데히코                                   | 다케가미 준키     | - | 2005년 2월 27일  | - |
| 224                   | 29 | "본성을 드러낸 기억 도둑의 마지막 역습" "本性を現した記憶泥棒の最後の逆襲!"                | 이마무라 다카히로                                 | 가미사카 히로히코 | - | 2005년 3월 6일   | - |
| 폭시 해적단의 귀환 편 |    |                                                                                            |                                                   |                   |   |                  |   |
| 225                   | 30 | "긍지 높은 사나이! 은여우 폭시" "誇り高き男!銀ギツネのフォクシー"                          | 이케다 요코                                       | 스가 요시유키     | - | 2005년 3월 13일  | - |
| 226                   | 31 | "누구보다 무적에 가까운 녀석? 과 누구보다 위험한 사내!" "最も無敵に近い奴?と最も危険な男!" | 도코로 가츠미 (감독) 이노우에 에이사쿠 (작화감독) | 스가 요시유키     | - | 2004년 6월 20일  | - |
| 227                   | 32 | "해군본부 대장, 아오키지! 최강 전력의 위협" "海軍本部大将青キジ!最高戦力の脅威"            | 가도타 히데히코 (감독) 요코야마 겐지 (작화감독)   | 알 수 없음        | - | 2005년 3월 27일  | - |
| 228                   | 33 | "고무와 얼음의 1대1 승부! 루피 VS 아오키지" "ゴムと氷の一騎打ち!ルフィVS青キジ"            | 이케다 요코 (감독) 이노우에 에이사쿠 (작화감독)   | 가미사카 히로히코 | - | 2005년 3월 27일  | - |